# Antzuola
Antzuola település Spanyolországban, Gipuzkoa tartományban. Antzuola Bergara, Azkoitia, Zumarraga, Urretxu, Legazpi és Oñati községekkel határos. Lakosainak száma 2069 fő (2024).

## Népesség
A település lakosságának változását az alábbi diagram mutatja:
| Lakosok száma | 1900 | 1946 | 2073 | 2168 | 2187 | 2193 | 2176 | 2126 | 2081 | 2069 |
|               | 2001 | 2004 | 2006 | 2009 | 2011 | 2014 | 2016 | 2019 | 2021 | 2024 |